# Georg Eydel
Georg Eydel  (* 16. Januar 1890; † 24. November 1964 in München) war ein deutscher Architekt und Bauunternehmer.
Am 16. Januar 1941 errichtete er ein Testament. Hierin legte er die Errichtung der Georg-Eydel-Handwerkerstiftung nach seinem Tod mit dem Großteil seines Vermögens fest. Seit 1970 fördert diese die Ausbildung und Existenzgründungen von Handwerkern, besonders im Baugewerbe.

## Bauten
- 1927: Haus Eydel (zweigeschossiger Walmdachbau)
- 1949: Denkmalgeschütztes Mietshaus Ludwigstraße 31 in Würzburg (Wiederaufbau)
- 1953: Neugestaltung des Kürschnerhofes in Nürnberg[2]
- 1957: Schifferkinderheim Würzburg

## Ehrungen
Im Würzburger Stadtbezirk Zellerau ist die Georg-Eydel-Straße nach ihm benannt.